# Vila Nova Futebol Clube (Espírito Santo)
O Vila Nova Futebol Clube é um clube brasileiro de futebol feminino de Vila Velha, Espírito Santo. Foi fundado em 2007 por Luciano Tadino, que também é treinador da equipe. Seu time de futebol feminino compete no Campeonato Capixaba Feminino desde sua edição inaugural em 2010, sendo o recordista de títulos da competição com 6 troféus. O clube também já possuiu equipes femininas de futebol de areia, futebol de salão e futebol 7.
Luciano Tadino e o time foram protagonistas do quadro "Lata Velha", do programa Caldeirão do Huck da Rede Globo. Eles ganharam a reforma da van ano 1997 que é utilizada no transporte das jogadoras para os jogos e treinos da equipe. Além disso, o clube ganhou um novo patrocinador. O programa apresentado por Luciano Huck foi exibido no dia 16 de novembro de 2019.

## História
O Vila Nova foi fundado por Luciano Tadino em 24 de novembro de 2007 no bairro Vale Encantado, na cidade de Vila Velha. Tadino não só fundou o clube como também se mantém como treinador desde o início. Em 2010, o time participou da edição inaugural do Campeonato Capixaba Feminino, terminando como campeão do torneio e garantindo vaga na Copa do Brasil de Futebol Feminino. Na Copa do Brasil de 2010, o clube foi goleado por 10 a 0 para o Duque de Caxias e eliminado na primeira fase da competição.

### Fazendo história na Copa do Brasil
No Campeonato Capixaba de 2014, o Vila Nova vence o Comercial no segundo jogo da final por 2 a 1 no Estádio Independência em Castelo; porém, como havia perdido o jogo de ida por 3 a 1 em Vila Velha, termina a competição com o vice-campeonato.
O Vila Nova ganhou seu segundo título estadual em 2015 ao derrotar o time do União / Projeto SELC por 1 a 0 em jogo único disputado no principal estádio capixaba, o Kleber Andrade em Cariacica, com isso conquista também vaga na Copa do Brasil de 2016.
No primeiro jogo da final do Campeonato Capixaba de 2016 empata em 1 a 1 com o Comercial em Castelo.
No jogo de volta, o Vila Nova derrota o Comercial por 1 a 0 no Estádio Gil Bernardes da Silveira em Vila Velha e torna-se bicampeão capixaba e conquista o terceiro título estadual.
Na Copa do Brasil de 2016, o clube goleia o Ipatinga no jogo de ida da primeira fase por 4 a 0 com dois gols de Luana e dois gols de Thais no Estádio Kleber Andrade e torna-se o primeiro clube feminino capixaba a avançar de fase em competições nacionais.
No jogo da volta no Estádio Lamegão em Ipatinga, o Vila Nova empata em 1 a 1 e classifica-se para as oitavas de final pela primeira vez na história para um clube feminino capixaba.
Nas oitavas de final, o Vila Nova é goleado por 6 a 0 pelo Flamengo, campeão do Campeonato Brasileiro de 2016, na Arena Unimed Sicoob em Cariacica. Por ter perdido em casa no jogo de ida por diferença de pelo menos três gols, o Vila Nova é eliminado da competição.

### A estreia na Série A2 do Brasileiro
No Campeonato Capixaba de 2017, o Vila Nova derrota o Prosperidade de Vargem Alta nos dois jogos da final e conquista o tricampeonato capixaba, o quarto título estadual da sua história, tornando-se o maior vencedor da competição, garantindo assim a vaga na Série A2 do Campeonato Brasileiro Feminino do ano seguinte.
Em 2018, no primeiro jogo da história de um clube capixaba na Série A2 do Campeonato Brasileiro, o Vila Nova derrota por 2 a 0 o Toledo no Estádio 14 de Dezembro no Paraná, em jogo válido pela fase preliminar, classificando-se para fase de grupos.
Na estreia da Fase de Grupos, o Vila Nova derrota o tradicional clube gaúcho Grêmio por 1 a 0 com gol da meio-campista Luana no Estádio Kleber Andrade.
Na sexta rodada, o Vila Nova é goleado pelo Internacional por 6 a 0 no Estádio Beira-Rio em Porto Alegre, primeiro jogo do Vila em um estádio utilizado na Copa do Mundo FIFA de 2014.
Na sétima e última rodada, o Vila é derrotado por 2 a 0 para o Minas Icesp de Brasília no Estádio Kleber Andrade e dá adeus à competição.

### O pentacampeonato capixaba seguido
Na última rodada da primeira fase do Campeonato Capixaba de 2018, o Vila Nova, já classificado à final antecipadamente, é derrotado pela AE Capixaba em Anchieta por 5 a 1, a primeira derrota em competições estaduais desde 23 de agosto de 2015 quando perdeu para o Comercial por 3 a 1 no estadual daquele ano, eram 28 jogos de invencibilidade.
No primeiro jogo da final realizado no Estádio Joaquim Ramalhete em Anchieta, o Vila devolve o placar da goleada sofrida pelo AE Capixaba no último jogo da primeira fase.
Antes da realização do segundo jogo, o Tribunal de Justiça Desportiva (TJD-ES) paralisou a competição após pedido de impugnação da partida feito por uma jogadora do Prosperidade, alegando que o Vila Nova e o AE Capixaba combinaram o resultado da última rodada, em favor do time de Anchieta, que acabou eliminando a equipe do Prosperidade. Em dezembro, o TJD-ES, por unanimidade, julgou improcedente a solicitação de impugnação do resultado. O segundo jogo da final seria realizado em janeiro de 2019. Porém, devido à indisponibilidade por parte das atletas do AE Capixaba em disputar o jogo, o Vila Nova foi declarado vencedor por W.O., tornando-se assim tetracampeão capixaba, o quinto título da história do clube. Com o título garantiu-se na Série A2 do Campeonato Brasileiro em 2019.
Na estreia da Série A2 do Campeonato Brasileiro de 2019, o Vila Nova derrota o Botafogo por 3 a 1 em Niterói, no Rio de Janeiro. Porém, perde os outros quatro jogos e é eliminado na fase de grupos da competição.
No Campeonato Capixaba de 2019 o Vila Nova conquista o pentacampeonato da competição de forma invicta, sexto título da sua história. Com o título garantiu-se na Série A2 do Campeonato Brasileiro pelo terceiro ano consecutivo.

## Títulos
Título Invicto
| ESTADUAIS               | ESTADUAIS                         | ESTADUAIS | ESTADUAIS                                     |
|                         | Competição                        | Títulos   | Temporadas                                    |
| ----------------------- | --------------------------------- | --------- | --------------------------------------------- |
| Espírito Santo (estado) | Campeonato Capixaba Feminino      | 8         | 2010, 2015, 2016, 2017, 2018, 2019, 2021,2022 |
| MUNICIPAIS              |                                   |           |                                               |
|                         | Competição                        | Títulos   | Temporadas                                    |
| Cariacica               | Campeonato Cariaciquense Feminino | 2         | 2015, 2016                                    |
| Cariacica               | Campeonato Serrano Feminino       | 1         | 2018                                          |

### Outras campanhas de destaque
- Copa Espírito Santo Feminino
  - Vice-campeão (1): 2011

## Retrospecto em competições nacionais
Última atualização: Série A2 de 2020.
| Competição | Competição     | Temporadas | Títulos | Pts. | J  | V | E | D  | GP | GC |
| ---------- | -------------- | ---------- | ------- | ---- | -- | - | - | -- | -- | -- |
| Brasil     | Série A2       | 3          | –       | 12   | 17 | 3 | 3 | 11 | 22 | 50 |
| Brasil     | Copa do Brasil | 2          | –       | 4    | 4  | 1 | 1 | 2  | 5  | 17 |

 Pts Pontos obtidos, J Jogos, V Vitórias, E Empates, D Derrotas, GP Gols Pró e GC Gols Contra

## Jogadoras na Seleção Brasileira Feminina
Em janeiro de 2017, a meia capixaba Tuanny foi convocada para a Seleção Brasileira pela técnica Emily Lima e passou por um período de treinamentos na Granja Comary em Teresópolis.

## Futebol soçaite
O Vila Nova conquista o título inédito do Campeonato Brasileiro de 2016 invicto da Confederação de Brasileiro de Futebol Sete (CBF7) realizado em Ouro Branco, Minas Gerais. Na semifinal derrota a equipe gaúcha 12 Horas por 5 a 0.
E na final derrota o Torpedo/Londrina do Paraná por 4 a 1. A goleira Karol foi a menos vazada da competição, com apenas três gols sofridos, e a atacante Thais foi a artilheira do Vila, com quatro gols feitos.
Em 2017, o Vila Nova conquista a Copa do Brasil da CBF7 realizada em Curitiba por pontos corridos de maneira invicta marcando 45 gols e sofrendo apenas um.
Ainda em 2017, Vila Nova (ES) goleou a Equipe Forte do Paraná por 6 a 0 e conquistou o bicampeonato do Campeonato Brasileiro realizado em Vitória, de maneira invicta. Com este título, o Vila conquistou a tríplice coroa (campeão brasileiro, da Copa do Brasil e do Estadual).

### Títulos
Título Invicto
| NACIONAIS               | NACIONAIS                     | NACIONAIS | NACIONAIS              |
|                         | Competição                    | Títulos   | Temporadas             |
| ----------------------- | ----------------------------- | --------- | ---------------------- |
| Brasil                  | Campeonato Brasileiro         | 2         | 2016, 2017             |
| Brasil                  | Copa do Brasil                | 1         | 2017                   |
| Brasil                  | Campeonato Brasileiro de fut7 | 4         | 2016, 2017, 2018, 2019 |
| ESTADUAIS               |                               |           |                        |
|                         | Competição                    | Títulos   | Temporadas             |
| Espírito Santo (estado) | Campeonato Capixaba           | 3         | 2015, 2016, 2017       |
| Espírito Santo (estado) | Copa Espírito Santo           | 1         | 2017                   |

## Futebol de areia
O Vila Nova conquista a Copa Vitória de 2015, principal competição de futebol de areia feminino do Espírito Santo na época, derrotando na final a equipe do Rio Branco-ES nos pênaltis, por 3 a 2, após empate no tempo normal por 1 a 1.
Em 2017, o Vila Nova termina a primeira edição do Campeonato Brasileiro com o vice-campeonato após perder a final por 4 a 3 para o Vasco da Gama. Também em 2017, o Vila Nova derrota o Rio Branco na final por 5 a 3 e conquista o Campeonato Capixaba na arena montada na Praça dos Namorados, em Vitória.

### Títulos
Título Invicto
| ESTADUAIS               | ESTADUAIS           | ESTADUAIS | ESTADUAIS  |
|                         | Competição          | Títulos   | Temporadas |
| ----------------------- | ------------------- | --------- | ---------- |
| Espírito Santo (estado) | Campeonato Capixaba | 1         | 2017       |
| Espírito Santo (estado) | Copa Vitória        | 1         | 2015       |

#### Outros títulos
- Copa Verão: 2018

#### Campanhas de destaque
- Vice-campeão do Campeonato Brasileiro: 2017

## Personalidades ilustres
- Luciano Tadino (presidente/técnico)
- Thais
- Tuanny Tonete
- Luana Tonete